# Юозас Тубяліс
Юозас Тубяліс (лит. Juozas Tūbelis; 9 квітня 1882, Ілгалаукяй, Ковенська губернія, Російська імперія — 30 вересня 1939, Каунас, Литва) — литовський державний діяч, голова партії «Спілка литовських народовців», прем'єр-міністр Литви від 1929 до 1938 року.

## Життєпис
Народився на хуторі Ілгалаукяй Ковенської губернії 9 квітня 1882. У 1893 пішов до Єлгавської гімназії, яку покинув через три роки через небажання читати молитви російською мовою.
З 1898 по 1902 навчався в Лієпайській гімназії, після чого один рік вивчав медицину у Варшавському університеті. У 1908 році він закінчив Ризький технічний інститут, отримавши диплом агронома. Після навчання він не зміг знайти роботу за спеціальністю, тому два роки працював вчителем та землевпорядником у Ризі.
У 1915 його призвали до російської армії. На посаді інтенданта Тубяліс сприяв діяльності Литовського комітета допомоги жертвам війни.

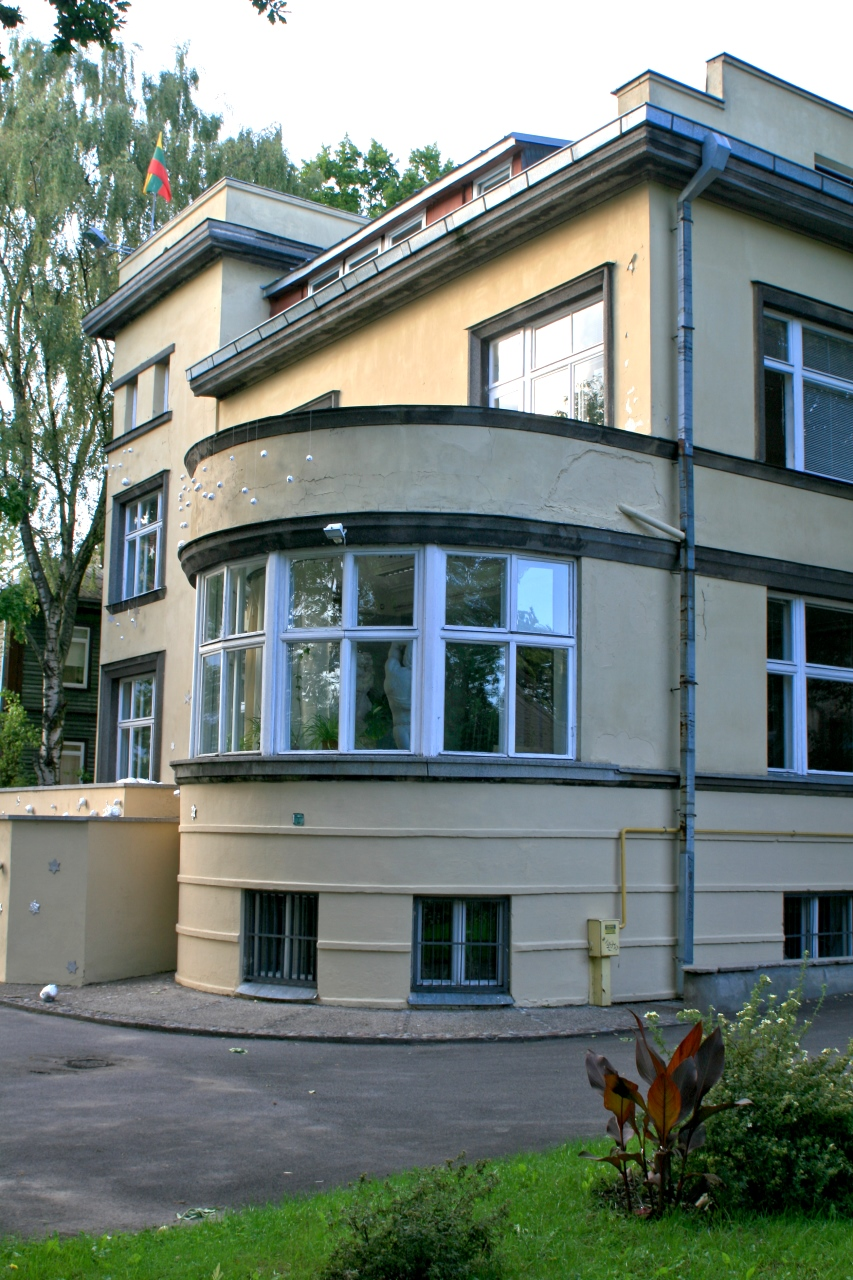
Будинок у Каунасі, де проживав Тубяліс (нині Каунаська художня гімназія)

У 1918 він почав працювати в комісії з освіти Литовської Таріби. 11 листопада 1918 став міністром сільського господарства у новоствореному литовському уряді. 7 лютого 1919 одружився з Ядвігою Чадакаускайте — сестрою майбутнього президента Литви Антанаса Смятони. 12 березня 1919 його зняли з посади міністра сільського господарства, проте вже за місяць, 12 квітня, призначили на іншу посаду — міністра освіти. 19 червня 1920 разом з тогочасним прем'єр-міністром Ернястасом Галванаускасом пішов у відставку.
Після державного перевороту в Литві 1926 року зять Юозаса Тубяліса Смятона став президентом. З тих пір як двоє політиків зійшлись у політичних поглядах, Тубяліс став другою найвпливовішою людиною в Литві 1930-х років.
3 травня 1927 року призначений міністром фінансів Литви. З 23 вересня 1929 року займав цю посаду паралельно з посадою прем'єр-міністра. Крім цього, з 1931 по 1938 рік політик керував «Спілкою литовських народовців». Він прекрасно знався на економіці та фінансах, чинив твердий опір знеціненню литовської грошової одиниці — лита, а його обережна економічна політика дозволила витримати кризу. Державні фінанси зберегли стабільність, а держава не влізла у непосильні борги. Політик керувався по-господарськи консервативним правилом — не витрачати більше ніж заробляється, надавати фінансову допомогу, при розширенні виробництва. Уряд Юозаса Тубяліса не брав закордонних позик, рішення приймав обережно, підтримував намагання обходитися якнайменшим імпортом. Коли приватні підприємства не були спроможними розширювати виробництво у необхідних державі темпах, Тубяліс узявся засновувати і зміцнювати господарську діяльність кооперативних та акціонерних товариств. Діяльність Тубяліса зміцнювала капіталістичні стосунки, а також збільшувала литовські кооперативні господарчі товариства.
Тубяліс керував трьома кабінетами міністрів поспіль (13-м, 14-м і 15-м), доки не покинув посаду прем'єра 24 березня 1938 року. Таким чином Юозас Тубяліс є прем'єр-міністром Литви, що найдовше перебував на цій посаді. Він гарантував стабільну роботу уряду і одностайну політику міністрів, створюючи в Литві, без жодної допомоги з-за кордону, умови для поступу в усіх галузях господарства. З березня по 5 грудня 1938 року він знову займав крісло міністра сільського господарства. Також у 1938—1939 роках був головою Банку Литви.
У вільний від політики час Юозас Тубяліс допомагав відкривати та керувати такими великими підприємствами як Lietūkis у 1923-му, Maistas у 1925-му та Pienocentras у 1926-му.
Помер 30 вересня 1939 року у Каунасі.